# Aka densa
Aka densa är en svampdjursart som först beskrevs av Schmidt 1870.  Aka densa ingår i släktet Aka och familjen Phloeodictyidae. Inga underarter finns listade i Catalogue of Life.